# Åsa Billquist-Roussel
Åsa Sonja Margareta Roussel, känd som Åsa Billquist-Roussel, född 2 mars 1927 i Adolf Fredriks församling, Stockholm, död 10 augusti 2010 i Antibes, Frankrike, var en svensk-fransk översättare och författare.
Billquist-Roussel växte upp i Stockholm och var dotter till skådespelaren Fritiof Billquist och sångerskan Ulla Billquist samt systerdotter till Margareta Schönström som var gift med Thor Modéen. Hon var också kusin till skådespelaren Carl Billquist. Intresset för scenkonsten och teatern väcktes tidigt och följde henne hela livet.
Efter studentexamen 1946 reste hon utomlands för att studera språk, vilket hon gjorde i både England och Frankrike. År 1951 fick hon anställning vid franska nyhetsbyrån AFP där hon också träffade sin andre make. Billquist-Roussel verkade som översättare och författare. Till franska översatte hon svenska namn som Per Olov Enquist, Maria Lang och Olov Svedelid. Som engagerad djurvän var hon sekreterare i det franska djurskyddet.
Hon skrev boken Köp rosor – Boken om Ulla Billquist i samarbete med Svedelid (1990). Hon gav också ut böckerna Kom, min vackra katt (1992) och Thé med Teng Siao Ping (2006).
Åsa Billquist Roussel var gift första gången 1948–1952 med Pierre Reydel (född 1923) och fick dottern Brigitte Reydel (född 1949). Andra gången gifte hon sig 1955 med Claude Roussel (1919–1998). Hon bodde bland annat i Grenoble, Frankrike, där dottern föddes, flyttade till Paris när andre maken blev högste chef för AFP och senare till Antibes.